# Lam
Lam település Németországban, azon belül Bajorországban. Lakosainak száma 2720 fő (2023. december 31.). Lam Hamry és Arrach községekkel határos.

## Népesség
A település népessége az elmúlt években az alábbi módon változott:
| Lakosok száma | 1525 | 2886 | 2479 | 3140 | 2668 | 2668 | 2621 | 2612 | 2641 | 2720 |
|               | 1875 | 1950 | 1975 | 1987 | 2012 | 2014 | 2016 | 2017 | 2021 | 2023 |